# Hermann Gödel-Lannoy

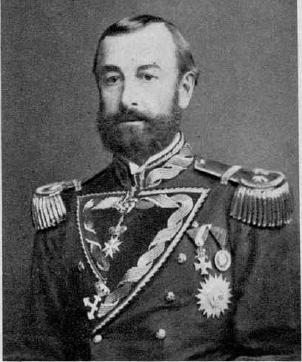
Hermann Gödel-Lannoy

Hermann Gödel-Lannoy (* 7. April 1820 in Marburg, Untersteiermark; † 21. Mai 1892 ebenda) war Gutsbesitzer und Abgeordneter zum Österreichischen Abgeordnetenhaus. Man nannte ihn auch Hermann von Gödel-Lannoy, Hermann Gödel von Lannoy, Hermann Ritter von Gödel-Lannoy, Hermann Ritter Gödel von Lannoy und Hermann Freiherr von Gödel-Lannoy.

## Leben
Hermann Gödel-Lannoy war Sohn des Kreisamtskassiers Franz Gödel († 1880). Er besuchte von 1829 bis 1835 ein Gymnasium in Marburg und studierte danach Rechtswissenschaft an den Universitäten Graz, Wien und Padua. Er promovierte zum Dr. iur. und zum Dr. phil.
Zunächst arbeitete er im Gerichtsdienst in Dalmatien, 1846 als Bezirksrichter in Koper (Istrien) und wurde nach 1848 Sekretär und Landesgerichtsrat am Obersten Gerichtshof. 1850 wurde er Finanzrat an der Finanzprokuratur in Triest und im Dezember 1853 in Ofen (heute Budapest). 1854 wurde er Oberfinanzrat und Vorstand der Finanzprokuraturs-Abteilung, 1857 Finanzprokurator in Pressburg (damals in Ungarn) und 1858 Finanzprokurator in Venedig. Im Jahr 1866 wurde er Armee-Intendant der Südarmee und Ziviladlatus von Erzherzog Albrecht. Im
August 1866 wurde er Finanzprokurator in Wien. Am 23. November 1880 ging er in den Ruhestand und übersiedelte bald darauf als Gutsbesitzer nach Marburg.
Hermann Gödel-Lannoy war Ritter des Leopold-Ordens und des Ordens der eisernen Krone zweiter Klasse, Besitzer der k. und k. Kriegsmedaille, Ehrenritter des Souveränen Malteserordens und Ehrenbürger von Mißling.
Er war römisch-katholisch und ab 1846 verheiratet mit Clementine von Sirk, mit der er zwei Söhne und zwei Töchter hatte, wobei beide Söhne und eine Tochter jung verstorben sind. Seinen Neffen Richard Freiherrn Basso Gödel-Lannoy nahm er als Adoptivsohn.
Von 1884 bis 1890 war er Mitglied im steiermärkischen Landtag (VI. und VII. Wahlperiode). Zwischen 1884 und 1887 war er auch Landeshauptmann-Stellvertreter der Steiermark.

## Politische Funktionen
Hermann Gödel-Lannoy war vom 7. Oktober 1879 bis zum 23. Januar 1891 Abgeordneter des Abgeordnetenhauses im Reichsrat (VI. und VII. Legislaturperiode), Kronland Steiermark, Wählerklasse Landgemeinden 7 (Marburg, Windisch-Feistritz, Gonobitz, Windischgratz, Mahrenberg).
Vom 14. Oktober 1879 bis zum 22. April 1885, also während der VI. Legislaturperiode, war er Zweiter Vizepräsident des Abgeordnetenhauses des Reichsrats.

## Klubmitgliedschaften
Hermann Gödel-Lannoy war Mitglied im Klub des rechten Zentrums und ab dem 23. Oktober 1885 fraktionslos.